# Bromölla
Pour l’article homonyme, voir Bromölla (commune).
Bromölla est une localité suédoise dans la commune de Bromölla, dont elle est le chef-lieu, en Scanie.
Sa population était de 7595 habitants en 2010. 